# コハット・エンクレーブ駅
コハット・エンクレーブ駅（コハット・エンクレーブえき、ヒンディー語: कोहाट एंक्लेव、英語: Kohat Enclave）は、インドデリーにあるデリー・メトロレッドラインの駅である。